# Viola organista
Ne doit pas être confondu avec Vielle organisée.

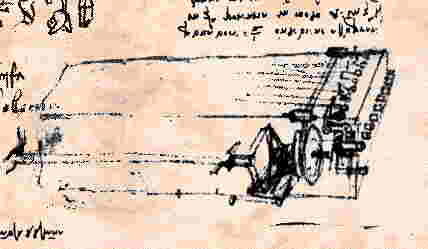
Viola organista (Codex Atlanticus, 1493–1495)

La viola organista est un instrument de musique expérimental inventé par Léonard de Vinci. C'est le premier instrument à cordes frottées et à clavier (avec l'organistrum médiéval) ; le seul exemplaire restant est celui du religieux espagnol Fray Raymundo Truchado (1625), conservé au  Musée des Instruments de musique de Bruxelles.

## Description
L'idée originale de Léonard de Vinci, telle qu'elle a été conservée dans son carnet d’annotations de 1493–1495 et dans ses dessins du Codex Atlanticus, utilise une ou plusieurs roues en rotation perpétuelle, lesquelles entraînent, perpendiculairement aux cordes de l'instrument, un archet en boucle un peu à la manière d'une courroie de ventilateur d'automobile. Les cordes sont abaissées vers la boucle de l'archet par l'action des touches du clavier, ce qui provoque la résonance de la corde à sa hauteur d'accordage. Dans certains modèles, les cordes sont divisées par des tangentes (comme dans les vielles à roue) de sorte qu'il y a plus de touches que de cordes car plusieurs notes peuvent être jouées sur la même corde. Dans les autres modèles, chaque note correspond à sa propre corde.

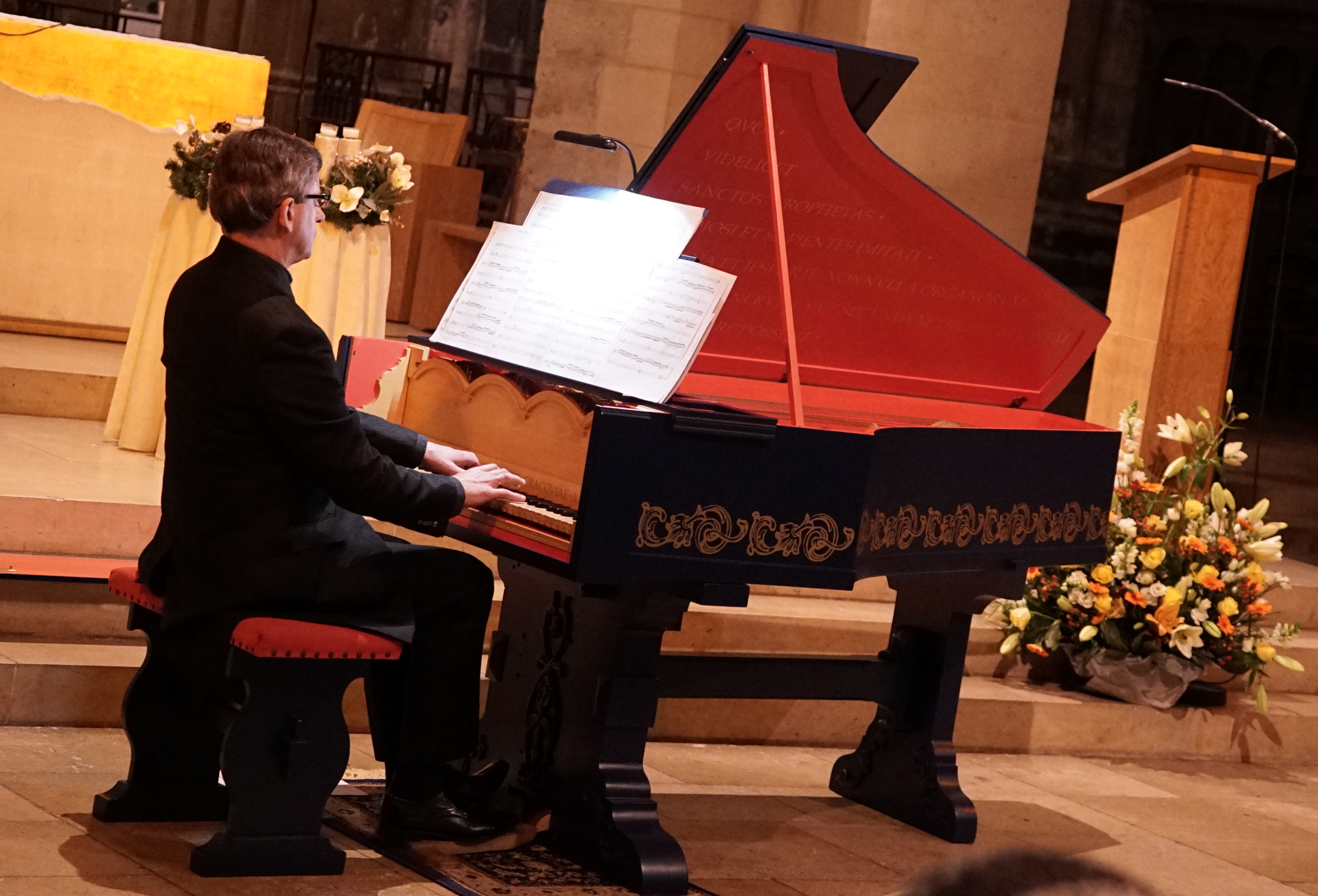
Slawomir Zubrzycki jouant sur une viola organista.

Léonard de Vinci n'a pas construit son instrument. La première trace d'un instrument qui aurait pu être construit en 1575, réside dans la gravure du Geigenwerk de  Hans Christoph Heyden (un inventeur allemand d'instrument) qui est reproduite dans le Syntagma musicum de Michael Prætorius en 1619.
La reconstitution moderne d'une viola organista par le japonais Akio Obuchi a été jouée en concert à Gênes, Italie en 2004. En novembre 2013, Slawomir Zubrzycki, un pianiste polonais facteur d'instruments de musique a joué sur une viola organista de sa fabrication à l'Académie de musique de Cracovie.

## Sources
- Carolyn W. Simons, Sostenente piano, and Emanuel Winternitz and Laurence Libin, "Leonardo da Vinci," Grove Music Online ed. L. Macy (Accessed April 2, 2005 at www.grovemusic.com), (subscription access)
- Sostenente piano, The New Harvard Dictionary of Music, ed. Don Randel. Cambridge, Massachusetts, Harvard University Press, 1986.  (ISBN 0-674-61525-5)